# Macropneustes
Macropneustes is een geslacht van uitgestorven zee-egels, en het typegeslacht van de familie Macropneustidae.

## Soorten
- Macropneustes altus Arnold & H.L. Clark, 1927 †
- Macropneustes angustus Arnold & H.L. Clark, 1927 †
- Macropneustes brodermanni Sánchez Roig, 1953 †
- Macropneustes dubius Israelsky, 1924 †
- Macropneustes dyscritus Arnold & H.L. Clark, 1934 †
- Macropneustes gomezmazae Sánchez Roig, 1953 †
- Macropneustes parvus Arnold & H.L. Clark, 1927 †
- Macropneustes rochi Lambert, 1933 †
- Macropneustes sinuosus Arnold & H.L. Clark, 1934 †
- Macropneustes stenopetalus Arnold & H.L. Clark, 1934 †
- Macropneustes trevisani Socin, 1942 †